# Ko de Jonge
Jacobus Cornelis (Ko) de Jonge (Middelburg, 17 januari 1945) is een Nederlands beeldend kunstenaar.

## Werk
Hij maakt collages, installaties, schilderijen en tekeningen. Zijn onderwerp is onder andere de architectuur. De Jonge is werkzaam in Middelburg. Hij is sinds de jaren 70 actief in de kunststroming mail art.
Hij is de vaste vormgever van het literaire tijdschrift Ballustrada.
Ko de Jonge is onder andere de initiator van Streetgallery, een permanente tentoonstelling van Zeeuwse kunstenaars op de Christelijke Scholengemeenschap Walcheren (CSW).
- Gemeinsame Normdatei: 103029402X
- International Standard Name Identifier: 0000 0003 9000 6723
- Library of Congress Control Number: no2013052252
- Nederlandse Thesaurus van Auteursnamen: 067899080
- RKD-Nederlands Instituut voor Kunstgeschiedenis: 42720
- Virtual International Authority File: 283562777